# کافینیمو
کافینیمو (به هلندی: Cofinimmo) بزرگترین شرکت خدمات املاک و مستغلات بلژیکی است، که در مجموع دارای ۱٫۸۶۰٫۰۰۰ مترمربع زمین تجاری، صنعتی و اداری می‌باشد. ارزش املاک شرکت کافینیمو در سال ۲۰۱۰ بالغ بر ۳٫۳ میلیارد یورو برآورد شده است.